# Hertogdom Bremen
Het Hertogdom Bremen (Duits: Herzogtum Bremen, Zweeds: Hertigdöme Bremen) was van 1648 tot 1807 een hertogdom binnen de Neder-Saksische Kreits van het Heilige Roomse Rijk. Het werd gerekend tot de hertogdommen Bremen-Verden. Het gebied wordt ook wel Elbe-Wezer-regio genoemd en gerekend tot het historische Landschap Bremen-Verden.
In artikel X, paragraaf 7 van de Vrede van Osnabrück in 1648 werd vastgelegd dat het voormalige prinsaartsbisdom Bremen en het voormalige prinsbisdom Verden als hertogdom Bremen-Verden aan de koning van Zweden werden afgestaan. De rechten van het aartsbisdom op 14 dorpen in de ambten Trittau en Reinbek werden afgestaan aan het hertogdom Holstein-Gottorp. De hoofdstad was Stade.
Zweden bestuurde het gebied samen met het eveneens Zweedse vorstendom Verden als Bremen-Verden. In 1712 werd het gebied door Denemarken veroverd waarna Denemarken in 1715 het hertogdom aan het Keurvorstendom Hannover verkocht. In 1719/20 deed Zweden afstand van zijn aanspraken op het hertogdom. In 1803 werd Hannover en dus ook het hertogdom Bremen bezet door Frankrijk, waarna het op 14 februari 1810 bij het koninkrijk Westfalen werd gevoegd. Op 10 december 1810 werd het bij het keizerrijk Frankrijk ingelijfd. Het Congres van Wenen herstelde in 1815 de oude situatie, zodat het hertogdom weer tot het koninkrijk Hannover behoorde.

## Gebied
- ambt Bremervörde
- ambt Dorum (onderambten Wremen, Midlum, Spieka); later Kreis Lehe; dan Kreis Wesermünde
- ambt Freiburg (Nordkehdingen); later Kreis Kehdingen; 1932 aan Kreis Stade
- ambt Lilienthal
- ambt Osterholz
- ambt Rotenburg
- ambt Wischhoten (Südkehdingen); later Kreis Kehdingen

## Noten

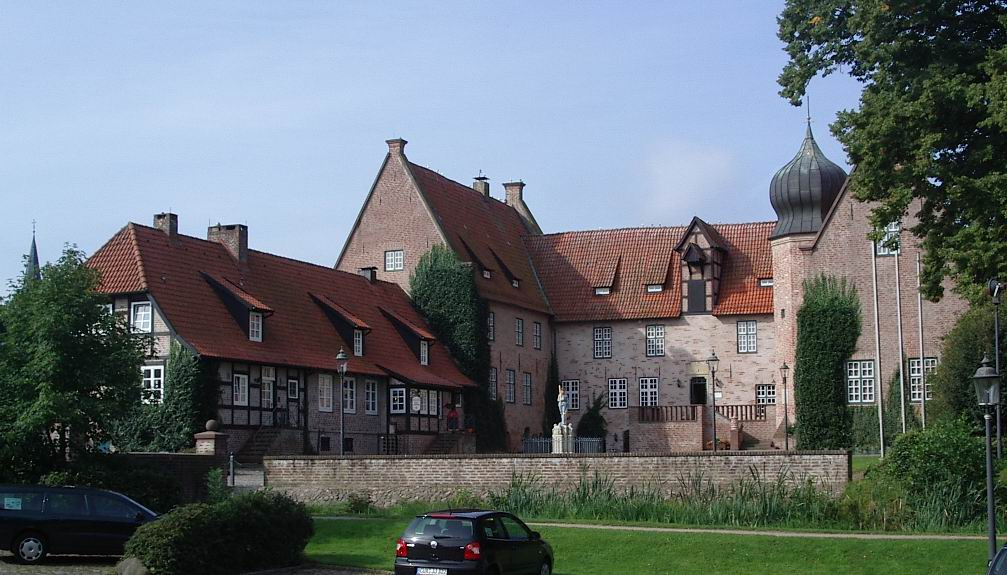
Kasteel Bederkesa, de officiële residentie van het hertogdom